# Edgard Leuenroth
Edgard Frederico Leuenroth (Mogi Mirim, 31 de outubro de 1881 – São Paulo, 28 de setembro de 1968) foi um tipógrafo, jornalista, arquivista e propagandista, um dos mais notáveis anarquistas do período da Primeira República brasileira.
Proveniente de uma família de imigrantes germanófonos originários do Alto Ádige (à época, conhecido como Tirol Meridional e pertencente ao Império Austro-Húngaro), fundou diversos jornais e colaborou em diferentes funções junto a tantos outros. Esteve envolvido com os periódicos O Boi, O Alfa, Folha do Braz, O Trabalhador Gráfico, Portugal Moderno, A Terra Livre, A Lucta Proletária, A Folha do Povo, A Lanterna, A Guerra Social, O Combate, A Capital, Eclectica, Spartacus, A Plebe, Jornal dos Jornaes, A Noite, Ação Libertária e Ação Direta. Foi também fundador de diversas entidades vinculadas a imprensa, entre estas o Centro Typographico de São Paulo, a União dos Trabalhadores Gráficos, a Associação Paulista de Imprensa e a Federação Nacional da Imprensa.
Em 1917 foi julgado e condenado como um dos articuladores da Greve Geral. Com o surgimento do Partido Comunista Brasileiro passou a ser criticado por Astrojildo Pereira, comunista ex-anarquista que tinha como meta ampliar a influência do partido através do alinhamento com os sindicatos e os meios de imprensa operários, com a proposta bolchevique, considerada autoritária por Leuenroth e outros anarquistas.
Foi responsável direto pela constituição de um dos maiores arquivos existentes sobre a memória dos movimentos operário e anarquista que hoje está sob os cuidados da Universidade de Campinas, levando o seu nome.

## Biografia

### Primeiros anos

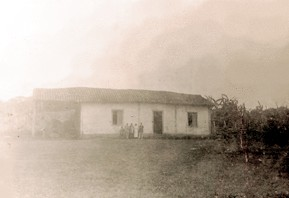
Casa da Chácara do Morro onde nasceu Edgard Leuenroth

Edgard Leuenroth nasceu na cidade de Mogi Mirim, interior de São Paulo, filho do médico-farmacêutico Waldemar Eugênio Leuenroth e de Amélia de Oliveira Brito. Sua mãe era sobrinha do Visconde de Rio Claro. Aos cinco anos de idade, após o falecimento de seu pai mudou-se com sua mãe e irmãos para a cidade de São Paulo.
"Sai de Mogi-Mirim muito criança, guardando uma lembrança nostálgica da carinhosa nobreza com que fui acolhido, com meus irmãos, naquela saudosa chácara lá do morro, que minha avó recebera de seu tio Visconde do Rio Claro. Vim, com minha mãe e irmãos, para o Brás, onde sempre vivi, ligando-se àquele popular e movimentado bairro salientes aspectos de minha vida, alguns deles de magoada recordação de uma meninice sem infância."— Jornal Dealbar
Sua família se mudou para o bairro paulistano do Brás, a época um dos mais populosos bairros operários. Passando por dificuldades financeiras, aos dez anos de idade o jovem Edgard abandonaria os estudos e arranjaria um emprego como menino de recados e auxiliar de limpeza. Mais tarde trabalhou também como vendedor ambulante (caixeiro-viajante) de uma loja de tecidos pelo estado de São Paulo.

### Ofício de tipógrafo
Leuenroth durante sua infância e adolescência passou um tempo ínfimo na escola aprendendo quase que por conta própria noções de escrita e matemática.[carece de fontes?]
"Não tive estudos regulares. Aprendi comigo. Sou autodidata. Tudo colhi na imensa universidade da vida ... No início do curso primário, bem criança, tive de deixar a escola, para trabalhar. Fui para a Escola Modelo, parece-me que a primeira, em São Paulo, dessa natureza, na Rua do Carmo, dirigida por uma inglesa esguia e severa, Miss Brown. Embora tenha sido tão passageira essa minha vida escolar, deixando ela gratas recordações, pela convivência com atenciosos professorandos, que depois figuraram com destaque no campo do ensino. E também por alguns colegas, com a devida licença ... que de lá partiram, depois do trânsito por cursos superiores, para altas escaladas na vida pública. Dentre eles, posso citar dois; o dr. Cirilo Júnior, meu conhecido de meninice no bairro do Brás, e dr. Virgílio do Nascimento, com quem fui me encontrar, em períodos agitados de minha vida, em circunstâncias um tanto esquerdas quando ele ocupava o cargo de delegado da Ordem Política e Social."— Jornal Dealbar
Aprendeu o ofício de tipógrafo ao conseguir seu primeiro emprego formal nas Oficinas da Companhia industrial. Em 1897 passou a fazer parte dos quadros do jornal O Commercio de São Paulo, na função de tipógrafo, permanecendo nesse emprego por doze anos. No mesmo ano fundaria o jornal quinzenal de crítica literária, O Boi, cujo título se dera mais pelo acaso do que por uma escolha racional, já que, como parte de uma velha máquina tipográfica adquirida viera junto um clichê de impressão onde se lia O Boi. Dois anos depois, em 1899 O Boi passaria a se chamar Folha do Braz. Leuenroth colaborou com este jornal, bem como com o jornal O Alfa de Rio Claro até 1901.

### Contato com o Anarquismo
Em 1900 começou a frequentar as reuniões do Círculo Socialista interessando-se pelas reflexões propostas pelo socialismo. No ano seguinte tem contato com o poeta libertário Ricardo Gonçalves, que lhe apresentou os princípios da filosofia anarquista, atraindo-o para o movimento libertário do qual jamais se afastaria. Na condição de operário tipógrafo e consciente da importância da associação de classe, fundou o Centro Typográphico de São Paulo, que um ano depois passaria a se chamar União dos Trabalhadores Gráficos e posteriormente Sindicato dos Gráficos. Na ocasião fundou também o jornal O Trabalhador Gráfico, que serviria como órgão de imprensa desta organização.

### Passagem pelo Rio de Janeiro
Em 1905 mudou-se para a cidade do Rio de Janeiro, onde passou a trabalhar como tipógrafo do jornal Imprensa e no periódico lusitano Portugal Moderno. Ainda que vivendo em outro estado neste mesmo ano fundou junto com o anarquista português Neno Vasco o jornal libertário paulistano A Terra Livre, para o qual escreveria utilizando pseudônimos como Frederico Brito, Palmiro Leão, Len, Leão Vermelho, entre outros. Neno Vasco o auxiliaria a melhorar seus conhecimentos de língua portuguesa bem como em seus estudos sobre as diferentes correntes de pensamento libertário. Em 1906 participou do Primeiro Congresso Operário Brasileiro que tinha como sua principal reivindicação a jornada diária laboral de oito horas. Naquele mesmo ano foi redator do jornal A Lucta Proletária, órgão de imprensa da Federação Operária de São Paulo.

### Casamento e primeira prisão
Ainda no ano de 1906 Edgard Leuenroth se casou com Aurora da Costa Reis com quem viveria por toda vida. Eles tiveram, juntos, quatro filhos - Nilo, Nair, Germinal e Anteu. Leuenroth retornou para São Paulo em 1908 quando fundou o periódico A Folha do Povo. No ano seguinte passou a dirigir o jornal libertário anticlerical A Lanterna, fundado por Benjamin Motta em 1901. Na direção deste periódico no ano de 1912 denunciou junto com outros jornalistas libertários os crimes sexuais cometidos pelo padre Faustino Consoni, acusado de assassinar uma criança recém chegada ao Orfanato São Cristóvão após tê-la violentado sexualmente. O Caso Idalina como ficou conhecido a época acabou desencadeando manifestações populares organizadas pelos anarquistas contra a Igreja Católica. Durante as manifestações Leuenroth foi preso, e posteriormente liberto graças às rápidas ações do escritor e advogado Evaristo de Morais, um dos grandes nomes da defesa da causa operária nos tribunais da época.
""Somos apenas um punhado de homens. Somos dez? Vinte? Que importa? Seremos legião amanhã, quando todos os que sabem quanto o clericalismo é prejudicial, quanto o jesuitismo é nefasto, quanto o beatismo embrutece os povos decidirem vir engrossar as nossas fileiras"—  Edgard Leuenroth, Editorial do n.1 de A Lanterna
A essa mesma época funda junto com Neno Vasco, Oreste Ristori & Gigi Damiani a Escola Moderna de São Paulo. Baseada na pedagogia proposta pelo educador libertário Francisco Ferrer Y Guardia (assassinado em 1909) a escola moderna no Brasil buscou gerar um ambiente de educação racional contrária às posturas autoritárias, servindo de refúgio aos muitos abusos e violências existentes nos colégios religiosos, a servir de alternativa para crianças de diversas idades.
Neste mesmo ano fundou e dirigiu o jornal A Guerra Social. Em 1913 participou como delegado do jornal A Lanterna do Segundo Congresso Operário Brasileiro realizado na cidade do Rio de Janeiro. Um de seus irmãos, João Leuenroth, era na época tesoureiro da Comissão Executiva Confederação Operária Brasileira. Em 1915 Edgard Leuenroth deixou de publicar o periódico A Lanterna para colaborar ativamente em outros meios: torna-se redator do jornal O Combate, trabalhando também na redação do jornal A Capital sendo também redator-secretário da revista Eclectica. Dois anos depois fundou o jornal A Plebe. Este seria um dos mais importantes jornais anarquistas publicados no Brasil atingindo ampla tiragem, tornando-se diário no ano de 1919.

### A greve de 1917
Como resultado da forte organização do movimento operário paulistano através de sindicatos de inspiração anarquistas e órgão de imprensa operária e tendo como precedentes uma série de greves parciais pelo aumento dos salários, comícios e piquetes, em 1917 estourou a Greve Geral na cidade de São Paulo. Através de suas colunas do jornal A Plebe Leuenroth não só demonstrou seu apoio a greve, mas assumiu para si a função de articulador desta.
"Toda a imprensa o considera um sonhador, um utopista, desses que põem toda a sua alma na propaganda das ideias que um dia irão dominar o mundo inteiro."— O Estado de S. Paulo sobre Edgard Leuenroth, 9 de Janeiro de 1918
Em 9 de julho, uma carga de cavalaria foi lançada contra os operários que protestavam na porta da fábrica Mariângela, no Brás resultou na morte do jovem anarquista espanhol José Martinez. Seu funeral atraiu uma multidão que atravessou a cidade acompanhando o corpo até o cemitério do Araçá onde foi sepultado.[carece de fontes?]

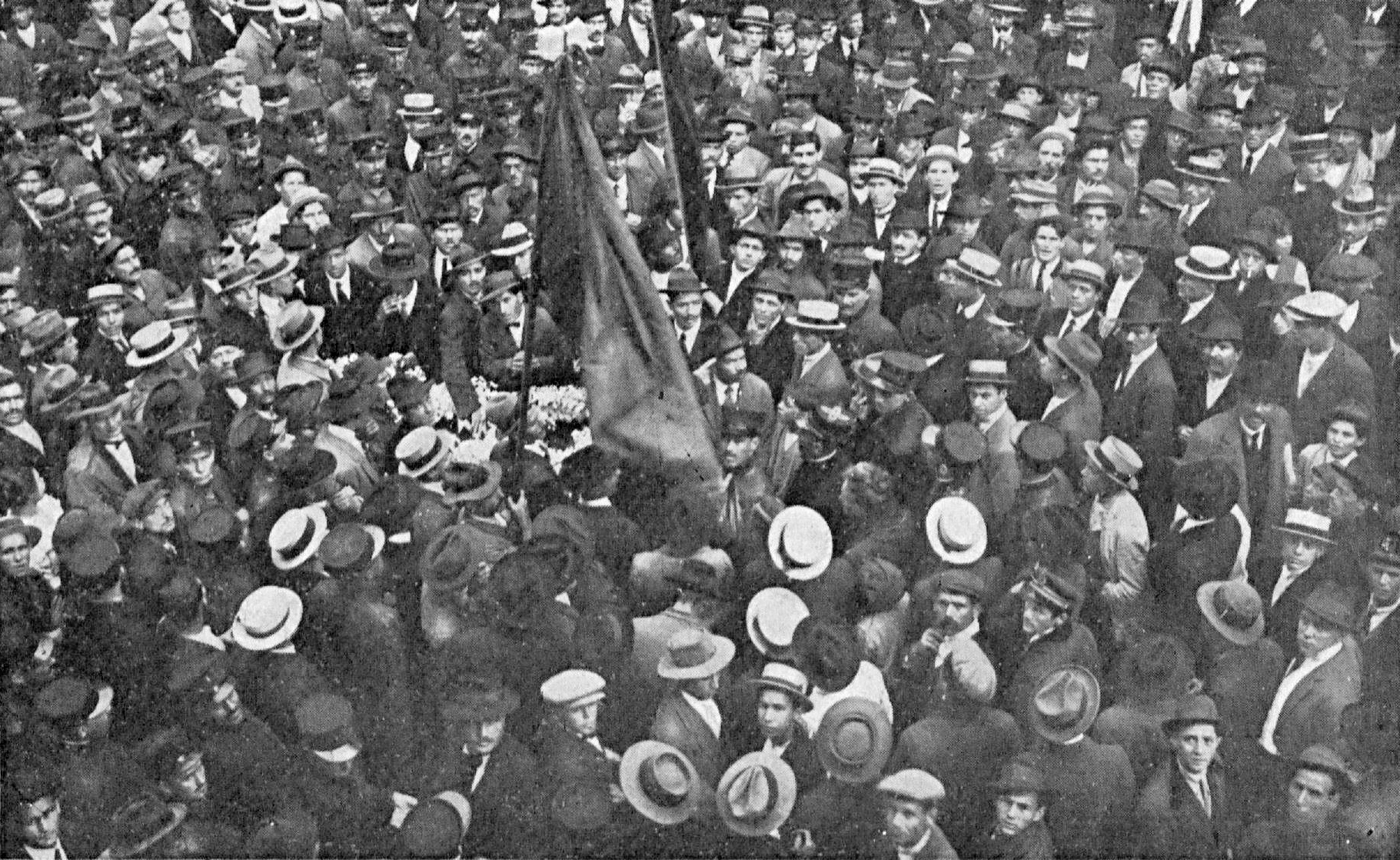
Funeral de José Martinez em direção cemitério do Araçá no dia 11 de Julho de 1917.

"O enterro dessa vitima da reação foi uma das mais impressionantes demonstrações populares até então verificadas em São Paulo. Partindo o féretro da rua Caetano Pinto, no Brás, estendeu-se o cortejo, como um oceano humano, por toda a avenida Rangel Pestana até a então Ladeira do Carmo em caminho da Cidade, sob um silencio impressionante, que assumiu o aspecto de uma advertência. Foram percorridas as principais ruas do centro. Debalde a Policia cercava os encontros de ruas. A multidão ia rompendo todos os cordões, prosseguindo sua impetuosa marca até o cemitério. À beira da sepultura revezaram os oradores, em indignadas manifestações de repulsa à reação (...) No regresso do cemitério, uma parte da multidão reuniu-se em comício na Praça da Sé; a outra parte desceu para o Brás, até à rua Caetano Pinto, onde, em frente à casa da familia do operário assassinado, foi realizado outro comício."— Edgard Leuenroth]
Indignados os operários da indústria têxtil Cotonifício Crespi, com sede na Mooca entraram em greve, e logo foram seguidos por outras fábricas e bairros operários. Três dias depois mais de 70 mil trabalhadores já aderiram a greve. Armazéns foram saqueados, bondes e outros veículos foram incendiados e barricadas foram erguidas em meio às ruas.
Sem que se possa precisar detalhes, verificou-se uma agitação entre a multidão estacionada nas imediações da avenida Rangel Pestana. Havia sido assaltada uma carrocinha de pão. Essa ocorrência teve o efeito da chispa lançada ao rastilho de pólvora. Parece ter servido ela de exemplo e estimulo para que a mesma ação fosse praticada em muitas partes da cidade. Feito que aconteceu com rapidez fulminante, como se um veiculo de comunicação de excepcional capacidade pusesse em contato todo o elemento popular paulistano.— Edgard Leuenroth
Edgard Leuenroth, que naquele momento fazia parte do Comitê de Defesa Proletária, passara a ser considerado pelo aparato repressor estatal o mentor "psico-intelectual" da greve.
"A Policia entrou em ação. Começaram os choques com as multidões. Dos encontros resultaram vitimas de ambos os lados. Os operários não se podiam reunir para tomar resoluções. Cada corporação lançava os seus memoriais de reivindicações, quase todas coincidentes, na maioria delas. Mas uma ação de conjunto, coordenada para a determinação do objetivo comum, não se tornava exequível no momento, devido à impossibilidade realização de assembleias sindicais. Foi então que se constituiu o Comitê de Defesa Proletária, resultante de uma reunião clandestina de militantes de várias categorias sindicais. Sua função não seria de órgão diretor para expedir palavras de ordem. Sua missão seria de um núcleo de relações e coordenador das reivindicações dos trabalhadores em agitação e privados de seus sindicatos e de seu organismo federativo."— Edgard Leuenroth
Em meio ao caos das perseguições e cercos policiais aos grevistas, as dificuldades de reuniões e emissão das reivindicações e até mesmo tiroteios e saques Edgard Leuenroth junto a outros nomes do movimento operário anarcossindicalista paulistano organizam um enorme comício no antigo Hipódromo da Mooca.[carece de fontes?]
"Foi indescritível o espetáculo que então a população de São Paulo assistiu, preocupara com a gravidade da situação. De todos os pontos da cidade, como verdadeiros caudais humanos, caminhavam as multidões em busca do local que, durante muito tempo, havia servido de passarela para a ostentação de dispendiosas vaidades, justamente neste recanto da cidade de céu habitualmente toldado pela fumaça das fábricas, naquele instante, vazias dos trabalhadores que ali se reuniam para reclamar o seu indiscutível direito a um mais alto teor de vida. Não cabe aqui a descrição de como se desenrolou aquele comício, considerado como uma das maiores manifestações que a história do proletariado brasileiro registra. Basta dizer que a imensa multidão decidiu que o movimento somente cessaria quando as suas reivindicações, sintetizadas no memorial do Comitê de Defesa Proletária, fossem atendidas. O término do comício teve o mesmo aspecto de que se revestiu o seu início. A multidão se desdobrava em numerosas colunas que se punham em marcha, de regresso aos bairros. Os militantes mais visados retiravam-se no meio de grupos espontaneamente formados. Soube-se mais tarde que, em pontos distantes do local do comício, haviam-se realizado varias prisões."— Edgard Leuenroth

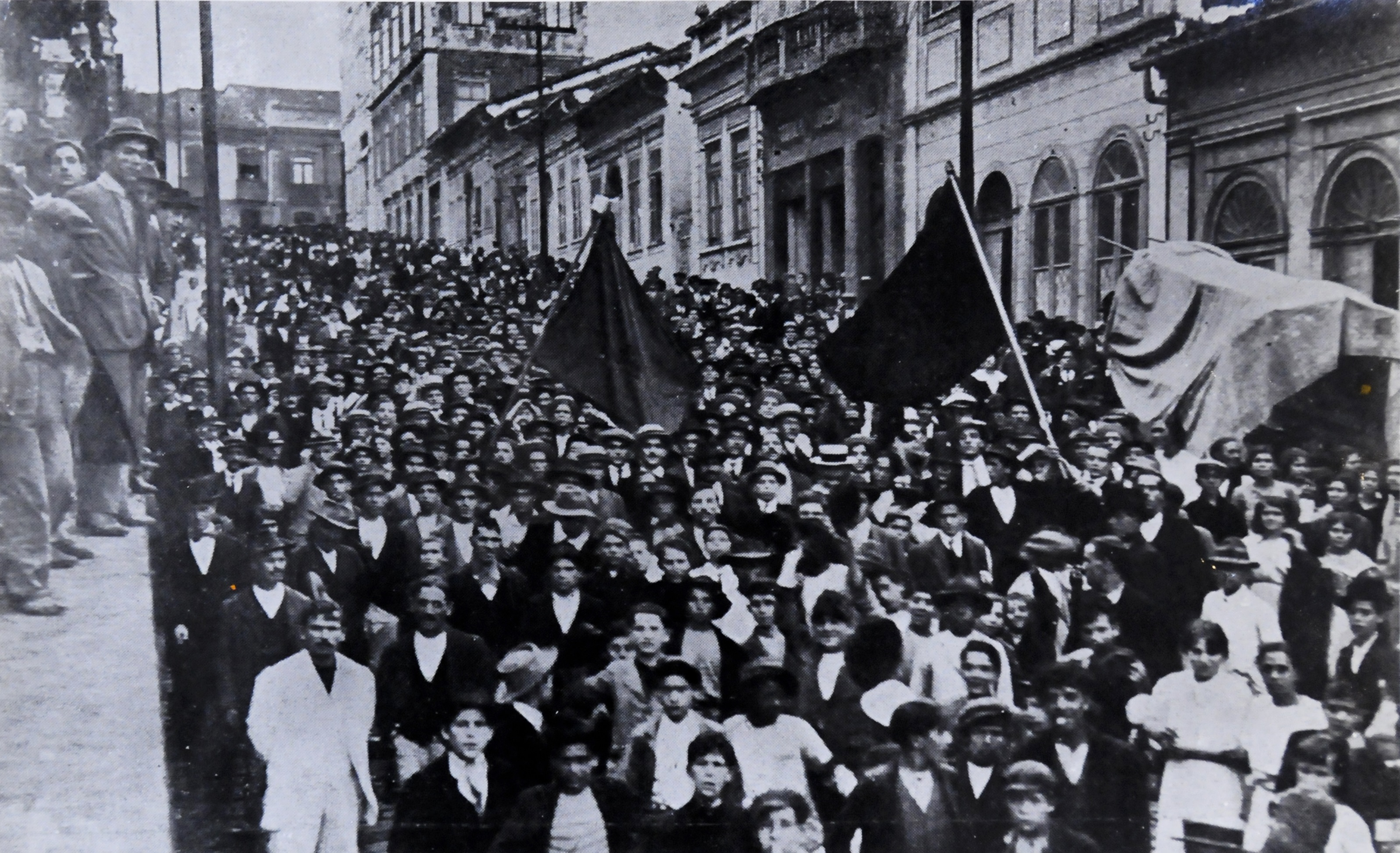
Operários e anarquistas marcham portando bandeiras negras pela cidade de São Paulo na greve de 1917.

Ao fim do comício o Comitê de Defesa Proletária do qual Leuenroth fazia parte se reuniu para garantir que as reivindicações em formato de resolução fossem transmitidas ao presidente do estado, que entre outras demandas exigia a libertação de todos os operários do movimento que haviam sido encarcerados.[carece de fontes?]
"A comissão de jornalistas era composta de representantes de jornais diários da Capital e o Comitê de Defesa Proletária, pelos seguintes elementos: Antonio Candeias Duarte, comerciário; Francisco Cianci, litógrafo; Rodolfo Felipe, serrador; Gigi Damiani, pintor, diretor do jornal libertário "La Bataglia"; Teodoro Municeli, diretor do jornal socialista "Avanti", e Edgard Leuenroth, jornalista, diretor do jornal anarquista "A Plebe" e secretário do comitê."— Edgard Leuenroth
Atendidas as exigências a greve chegou ao seu fim.[carece de fontes?]

### Segunda prisão

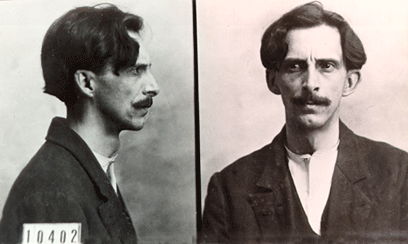
Fotos tiradas na delegacia por ocasião da prisão em 1917.

Pouco tempo depois Leuenroth seria novamente preso sob a acusação de ter liderado um grupo de operários na pilhagem do Moinho Santista ocasião em que foram roubadas algumas sacas de farinha de trigo. Tem início um longo processo onde o aparelho burocrático-estatal se utiliza de todos os meios para manter Leuenroth preso. Este foi diversas vezes adiado causando protestos entre a forte imprensa anarquista da época que passou a denunciar a má vontade e a morosidade da justiça.
"Muito tempo ainda não havia decorrido, quando se verificou a minha prisão. Iniciou-se então minha peregrinação pelos postos policiais, com o fim de serem burlados os "habeas corpus" requeridos quando fui transferido para a Cadeia Publica, hoje Casa de Detenção. Após seis meses, fui levado ao Tribunal do Júri, para ser julgado pela estúpida acusação de ter sido o autor psíquico intelectual da greve geral de julho de 1917. Fui absolvido por unanimidade de votos, após dois adiamentos, com o intuito de impedir de ter também como defensor, ao lado do dr. Marry Junior; o grande criminalista, dr. Evaristo de Morais. Passado algum tempo, divulgou-se a notícia de deportação de alguns militantes proletários para outros Estados."— Edgard Leuenroth
No início de 1918 ainda na prisão, Leuenroth recebeu a notícia de que seus amigos libertários cogitavam a possibilidade de candidatá-lo para deputado como uma forma de protesto. De sua cela na cadeia pública de São Paulo, Leuenroth escreveu uma artigo agradecendo a consideração, afirmando que não poderia aceitar uma candidatura sua pois isso iria de encontro com seus ideais anarquistas aos quais permanecia fiel, e não compactuaria com o Estado nem para fazer protesto.

### Sob o impacto da Revolução Russa

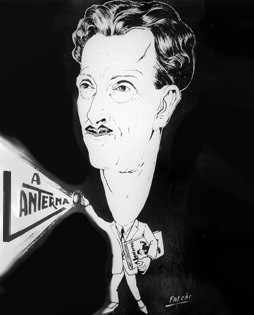
Charge de Leuenroth e o jornal A Lanterna.

Após a Revolução bolchevique ocorrida na Rússia em 1917 e diante da falta de informações sobre o caráter dessa revolução os anarquistas brasileiros foram tomados de um intenso entusiasmo e otimismo acreditando que as revoluções sociais começariam a acontecer em outros países.
Libertado no final de 1918 Leuenroth participou do I Congresso Brasileiro de Jornalistas no Rio de Janeiro. Naquele mesmo ano em 18 de Novembro tem início a precipitada insurreição anarquista na cidade do Rio de Janeiro cujo fim desastroso levou diversos companheiros libertários de Leuenroth para a prisão, não tendo ele próprio uma participação significativa neste sucedido.
No ano seguinte, indo contra suas convicções, mas impactado com o grande entusiasmo resultado das parcas informações que tinham sobre o que de fato estava acontecendo na Rússia, em 9 de Março de 1919 participa da fundação do Partido Comunista Libertário do Rio de Janeiro. Esta entidade passa a se mobilizar para a realização de um comício gigantesco que acontece em 1º de maio daquele mesmo ano. Naquele mesmo dia em São Paulo discursa juntamente com Florentino de Carvalho, Antonio Candeias Duarte (Hélio Negro) para uma multidão de trabalhadores.
Ainda em Maio Edgard Leuenroth e Hélio Negro às pressas escrevem um livreto intitulado "O que é Marxismo ou Bolchevismo: programa comunista". Em 16 de Junho fundam o Partido Comunista Libertário de São Paulo, numa reunião na sede do jornal A Internacional, convocam a Primeira Conferência Comunista do Brasil que se realizaria entre 21 e 23 de Junho de 1919 em Niterói. Naquela ocasião foram distribuídos o programa, organizado por José Oiticica e o livreto de Leuenroth e Hélio Negro, e também em conjunto com José Oiticica, Octávio Brandão e Astrojildo Pereira, Leuenroth fundaria o jornal oficial do "partido", Spartacus.
As agitações iniciadas em 1917 atravessariam os anos que se seguiram, o movimento anarquista sindicalista encontrava-se em seu auge no Brasil com os operários participando ativamente de greves, protestos e manifestações. Leuenroth, um de seus principais articuladores passara a colecionar desafetos entre a direita burguesa. Em 1919 a gráfica e a redação do jornal A Plebe seriam destruídas pelos alunos da Faculdade de Direito de São Paulo que revoltados com o apoio de Leuenroth aos cobradores e motorneiros em greve, e suas críticas diante de suas substituições, depredariam as instalações do jornal sob os olhares complacentes dos policiais que chamados ao local nada fizeram para impedi-los.

### Cisão entre anarquistas e comunistas no Brasil
Em fins do ano de 1920, início de 1921 notícias sobre o expurgo dos anarquistas, chacinas de camponeses e perseguições políticas que refletiam os rumos políticos tomados pelos bolcheviques na U.R.S.S. passaram a chegar ao Brasil iniciando a ruptura definitiva entre anarquistas e comunistas bolcheviques, sendo estes últimos em grande parte ex-anarquistas que aderiram ao modelo de Revolução Bolchevique ocorrida na Rússia.
Astrojildo Pereira tornara-se uma espécie de líder entre os comunistas e passara a atacar duramente os libertários e suas ideias através da imprensa, ridicularizando seus princípios. Não se tratava meramente de uma discussão ideológica, os comunistas possuíam um projeto que levariam às últimas conseqüências para desarticular as organizações anarcossindicalistas, e alinhar os operários ao projeto revolucionário bolchevique. A oposição entre os dois grupos se dera inicialmente através dos órgãos de imprensa a eles relacionados, como o jornal carioca Movimento Comunista que no início de 1922 se auto-proclamava porta-voz do grupo comunista/bolchevista.
Em 18 de Março de 1922 o jornal A Plebe lançou um Manifesto reprovando as atitudes autoritárias dos comunistas e negando qualquer possibilidade de revisão de seus princípios libertários. Nos dias que se seguiram (25 à 27) era fundado no Rio de Janeiro o Partido Comunista Brasileiro (PCB), à época uma seção da Internacional Comunista no Brasil que tinha suas diretrizes e projetos importados de Moscou. Nesse mesmo ano se acirram as diferenças entre comunistas e anarquistas com os primeiros tentando neutralizar os últimos com a intenção de atrair para si o apoio dos operários até então historicamente relacionados aos anarquistas. Leuenroth passa a ter sua imagem pessoal atacada pela imprensa comunista sob o controle de Astrojildo Pereira que então se orgulhava em se dizer um ex-anarquista.

### Assassinato de Ricardo Cipolla

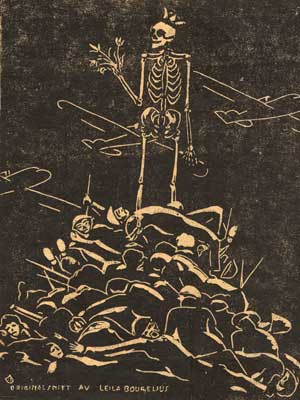
Charge antibélica Alegoria da Morte publicada no jornal A Plebe em 14 de Setembro de 1935.

Em 30 de Dezembro, durante um espetáculo teatral no Salão Leal Oberdan organizado com o objetivo de angariar recursos para o jornal A Plebe, Ricardo Cipolla, um operário sapateiro, amigo e discípulo de Leuenroth, e fundador do Centro Libertário Terra Livre nos anos de 1921 e 1922, foi assassinado a tiros no palco por Indalécio Iglesias, um espanhol que andava entre os anarquistas e queria ser policial. Diante do ocorrido os anarquistas passaram a ser atacados tanto pela imprensa burguesa como pela imprensa comunista que de todas as formas se esforçaram por vincular a ideia de anarquia ao caos e à bagunça. Diante dos ataques midiáticos Leuenroth se esforçou para apresentar informações relacionadas ao caso através de artigos publicados no A Plebe.
No final de Janeiro de 1923 ainda abatido com o acontecimento Leuenroth foi novamente alvo dos ataques de Astrojildo Pereira nas páginas do A Nação. Tirando proveito de uma informação errada publicada no jornal de Leuenroth, Astrojildo adotara uma nova estratégia, jogar o movimento operário contra os anarquistas que tanto auxiliaram em sua criação.
Com problemas de saúde diante dos ataques do ex-amigo, Leuenroth se afasta do movimento e da direção do jornal, passando a contribuir como redator-secretário do Romance Jornal, escrevendo também para o Ecla, Serviço de Notícias. Entre 1926 e 1928 torna-se também redator do periódico paulista Jornal dos Jornaes e novamente da revista Eclectica. Nesse mesmo ano participou do Congresso Mundial de Jornalismo na cidade de Washington. Diante das acusações Leuenroth  responderia que sua ida aos Estados Unidos fora designação da empresa que trabalhava e não tinha nada a ver com militância política.
Em 1927 em um artigo publicado no A Nação, Astrojildo Pereira declarava que  "O anarquismo está morto!". Diante do enfraquecimento do movimento libertário, e com o sucesso e a manipulação de informações sobre a Revolução Russa os comunistas passaram a ganhar gradualmente o apoio dos operários. Os anarquistas no entanto não desapareceram, continuaram com sua militância a margem lutando por uma sociedade sem classes. Estes ainda se uniriam aos comunistas no enfrentamento ao fascismo nas próximas décadas.

### Terceira prisão

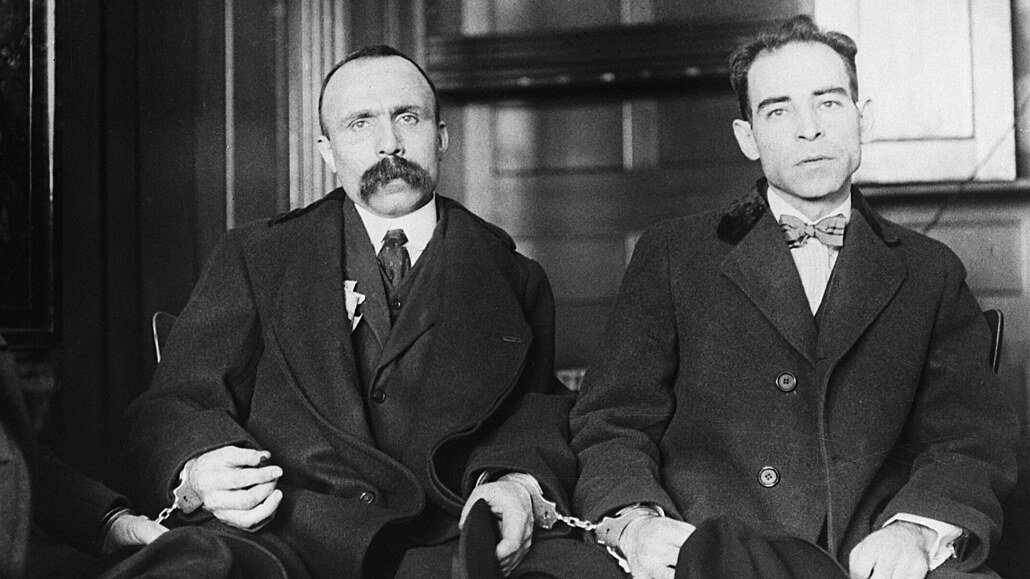
Sacco e Vanzetti, libertários italo-americanos presos e condenados à morte em 1927.

Em 1927, Leuenroth foi novamente preso ao discursar para uma multidão de operários em homenagem a Sacco e Vanzetti no Largo da Concórdia. Na época, a prisão e execução dos dois anarquistas ítalo-americanos fora uma temática amplamente debatida por anarquistas e operariado de todo o mundo, dando origem a um sem-número de marchas de protesto ao redor do globo. Entre os libertários paulistas não seria diferente.

### Golpe de 1930
Estabelecida através do golpe de 1930, a Ditadura Vargas passou a fazer vigilância cerrada sobre todos os movimentos políticos, principalmente os dissidentes e contestatórios. o PCB foi declarado ilegal e os anarquistas passaram a ser discretamente perseguidos. Em 1933 Leuenroth tomou parte da criação do Centro de Cultura Social, vinculado ao movimento anarquista que pouco tempo depois foi fechado pela Ditadura de Vargas.
De 1937 em diante a repressão se intensificou ao mesmo tempo em que as políticas trabalhistas da ditadura de Vargas aliciaram a classe trabalhadora através do coronelismo e do paternalismo. Apesar das muitas dificuldades Leuenroth não abandonou a luta, passando a concentrar seus esforços no sindicalismo: fundou a Associação Paulista de Imprensa em 1933, reunindo em seu primeiro ano 471 sócios.
Participou à época também do Primeiro Congresso de Imprensa do Estado de São Paulo. Em 1934 foi escolhido para ser um dos diretores provisórios do Sindicato dos Profissionais de Imprensa do Rio de Janeiro. Em 1939 fundou a Federação Nacional da Imprensa.
Em 1944 fundou a Nossa Chácara: um projeto cujo objetivo era manter e veicular o pensamento anarquista através de reuniões dominicais numa chácara adquirida pelo esforço conjunto dos operários anarquistas paulistas. Nesta época, era colaborador do periódico A Noite.

### Historiador da imprensa
Com o fim da Era Vargas os anarquistas voltaram a agir com maior liberdade. Em 1947 sob o pseudônimo Frederico Brito, Leuenroth apresentou extensa pesquisa sobre a imprensa no Estado de São Paulo ao Departamento Estadual de Informações, que promovia um concurso sobre o tema. Nos dias 17,18 e 19 de dezembro do ano seguinte foi realizado o Congresso Anarquista de São Paulo, seguido pelo Congresso Anarquista Nacional realizado no Rio de Janeiro em 1953 e pela Conferência Libertária Nacional em São Paulo, no ano de 1959.
Em todos seus anos de militância no anarcossindicalismo, Leuenroth sempre demonstrou um profundo interesse pela preservação da documentação relativa a história do movimento operário, bem como sobre o anarquismo. Em 1953 no Quinto Congresso Nacional de Jornalistas, ocorrido em Curitiba foi nomeado presidente da Comissão de História da Imprensa. Com 77 anos de idade colaborou na organização da exposição nacional do Primeiro Centenário da Imprensa de Campinas.
Em 1958 participou do Encontro Libertário ocorrido no Rio de Janeiro e a convite do Ação Libertária, aceitou assumir a direção do jornal em virtude do falecimento de seu amigo José Oiticica, passando este periódico a ser impresso em São Paulo. Ao mesmo tempo também colaborou com o jornal Ação Direta.

### Últimos anos
Nos últimos anos de sua vida, Edgard Leuenroth trabalhou como arquivista na sede paulista da Standard Propaganda, empresa sediada no Rio de Janeiro e pertencente ao seu irmão mais novo, Eugênio Leuenroth, e ao seu sobrinho Cícero Leuenroth. Apesar dos colossais esforços de Leuenroth, o movimento libertário encontrava-se em visível declínio desde os anos trinta. Com o campo político cada vez mais polarizado entre capitalistas e comunistas, o mundo se dirigia para a Guerra Fria. O Partido Comunista Brasileiro, à época em ascensão, tornaria-se o foco de resistência à ditadura militar. No entanto, sua meta era bem distinta daquela vislumbrada pelos libertários, consistia na implementação de um regime tendo como modelo o estadismo russo surgido após a revolução bolchevique.
Notável por sua boa disposição e jovialidade, sempre organizado e diligente, Leurenroth faleceu em 1968, aos 87 anos, após se descobrir portador de um tipo de câncer hepático. Durante toda a sua vida Leuenroth foi ativo em sua militância anarquista.

## Arquivo Edgard Leuenroth
O extenso acervo documental mantido durante toda vida por Edgad Leuenroth foi comprado de seu filho, Germinal Leuenroth, pelo Instituto de Filosofia e Ciências Humanas da Universidade de Campinas, em parceria com a FAPESP, em 1974, . Durante alguns meses ele esteve resguardado no prédio da reitoria desta universidade para em seguida ser transferido para as dependências da biblioteca do IFCH, até seu estabelecimento em um local adequado.
Em  reconhecimento à sua admirável trajetória como militante anarquista, como jornalista da imprensa operária e arquivista, foi inaugurado na Universidade de Campinas, mais precisamente no Instituto de Filosofia e Ciências Humanas, o Arquivo Edgard Leuenroth (AEL). Sua meta: preservar e divulgar documentos e conjuntos documentais relacionados à memória operária no Brasil da primeira república. Com a abertura política e processo de redemocratização o AEL passou a incorporar documentação de outros temas relacionados aos movimentos sociais e esquerdas, figurando atualmente como o maior acervo no país com este recorte.
O acervo é composto por duzentos e oitenta mil documentos, vinte e oito mil livros, cento e setenta e um boletins, três mil oitocentos e onze números de periódicos, três mil oitocentos e setenta e oito jornais, oitocentos e cinquenta e quatro vídeos, duzentos e oitenta e nove filmes, mil quatrocentos e dezenove registros de áudio, dois mil e duzentos cartazes, treze mil trezentos e trinta gravações em fita, seiscentas e vinte uma anotações e quarenta e cinco mil fotografias.
Seu legado permanece vivo ainda nos dias de hoje, sendo ele considerado um dos grandes nomes entre os anarquistas brasileiros que lutaram por trazer a uma parcela oprimida da sociedade um tempo de liberdade ao mesmo tempo em que surgiram e cresceram novas formas de autoritarismo.

## Obras de Edgard Leuenroth
- Anarquismo, roteiro da libertação social. Rio de Janeiro: Mundo Livre, (1963).
- O que é Marximismo ou Bolchevismo: programa comunista. São Paulo: s.c.e., (1922).[13]
- A organização dos jornalistas brasileiros - 1908-1951. São Paulo: Com Arte, (1987).
- O Caso Idalina. São Paulo: s.c.e., (1912).[14]
- Poeira de Barricadas, memórias de um militante anarquista, (1968?)